# Візіанаґарам
Візіанаґарам (тел. విజయనగరo, англ. Vizianagaram) — місто в індійському штаті Андхра-Прадеш. Адміністративний центр дистрикту Візіанаґарам.

## Географія
Візіанаґарам знаходиться за 42 км на північний схід від міста Вішакгапатнам і у 18 км від узбережжя Бенгальської затоки. Середня висота над рівнем моря — 73 метри. Загальна довжина доріг міста становить 317.90 км. 

## Клімат
| Клімат Візіанаґараму  | Клімат Візіанаґараму | Клімат Візіанаґараму | Клімат Візіанаґараму | Клімат Візіанаґараму | Клімат Візіанаґараму | Клімат Візіанаґараму | Клімат Візіанаґараму | Клімат Візіанаґараму | Клімат Візіанаґараму | Клімат Візіанаґараму | Клімат Візіанаґараму | Клімат Візіанаґараму | Клімат Візіанаґараму |
| Показник              | Січ.                 | Лют.                 | Бер.                 | Квіт.                | Трав.                | Черв.                | Лип.                 | Серп.                | Вер.                 | Жовт.                | Лист.                | Груд.                |                      |
| Середній максимум, °C | 27,6                 | 29,4                 | 32,1                 | 33,8                 | 34,8                 | 33,9                 | 31,6                 | 31,5                 | 31,4                 | 31,0                 | 29,0                 | 27,3                 |                      |
| Середній мінімум, °C  | 18,2                 | 20,6                 | 23,4                 | 25,8                 | 27,5                 | 27,2                 | 26,0                 | 25,9                 | 25,5                 | 24,4                 | 21,0                 | 18,4                 |                      |
| --------------------- | -------------------- | -------------------- | -------------------- | -------------------- | -------------------- | -------------------- | -------------------- | -------------------- | -------------------- | -------------------- | -------------------- | -------------------- | -------------------- |

## Населення
За даними перепису 2011 року населення міста становить 228 025 особи. З них 111 576 осіб чолової статі та 116 439 жінок, співвідношення — 940 жінок на 1000 чоловіків.
Рівень грамотності дорослого населення становив 81,85% (середній індійський показник 73,00%). 10% населення було молодше 6 років.
Населення за роками

## Економіка
У місті знаходиться великий завод з виробництва феромарганцю. Інші галузі промисловості включають виробництво джутового шпагату, цукру, цементу, заліза, фармацевтичну галузь та інші. Розвинена торгівля.

## Світлини

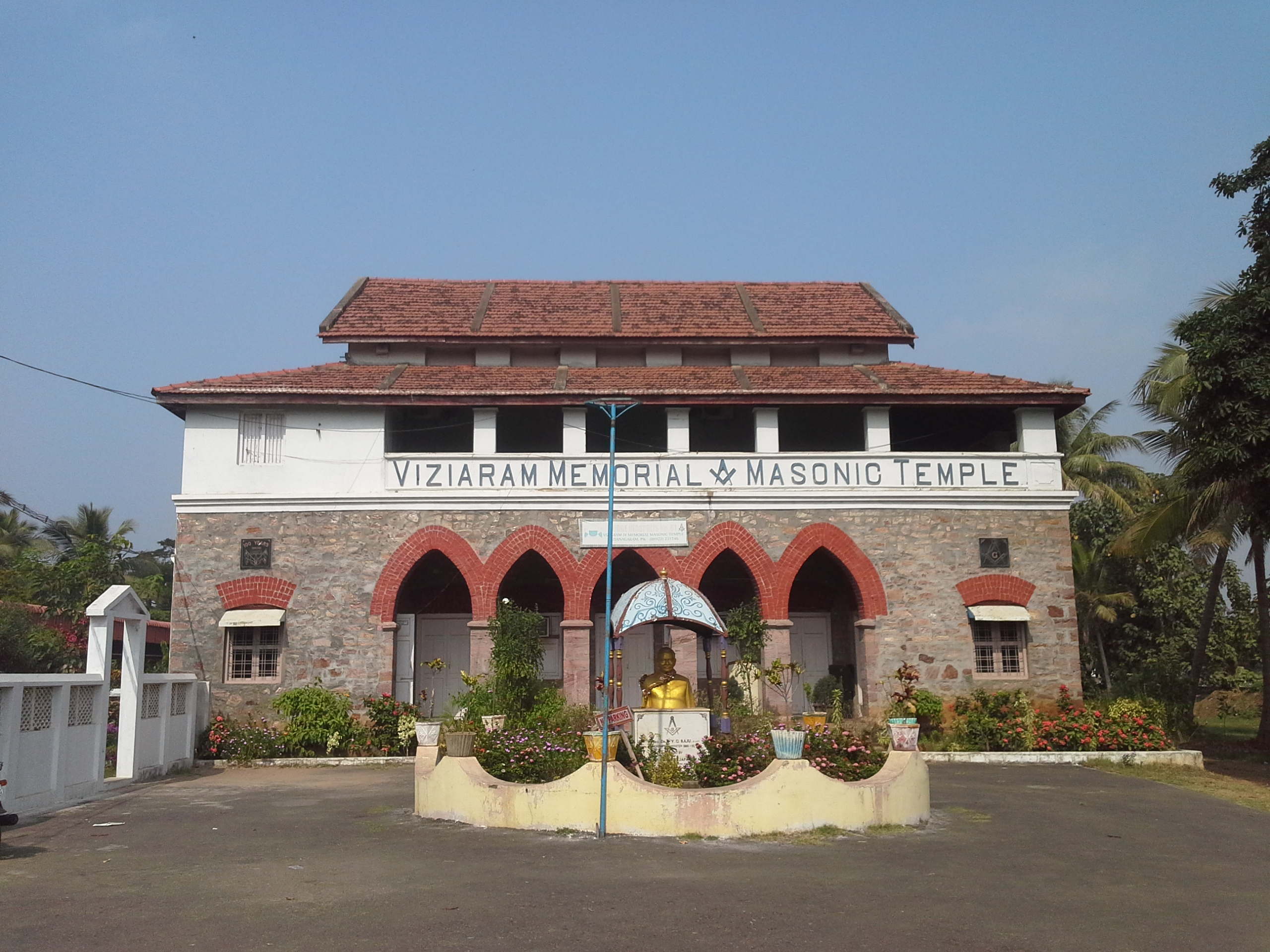
Масонський храм
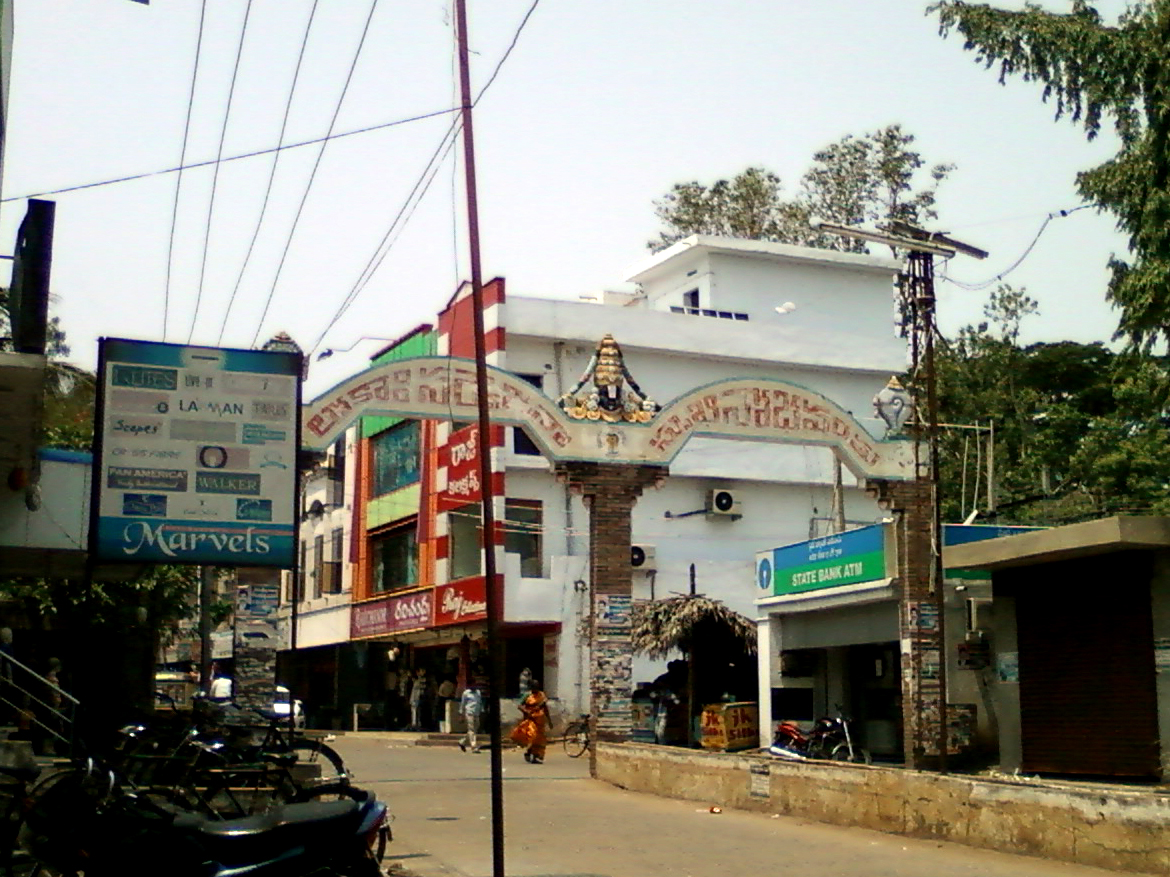
Вид міста
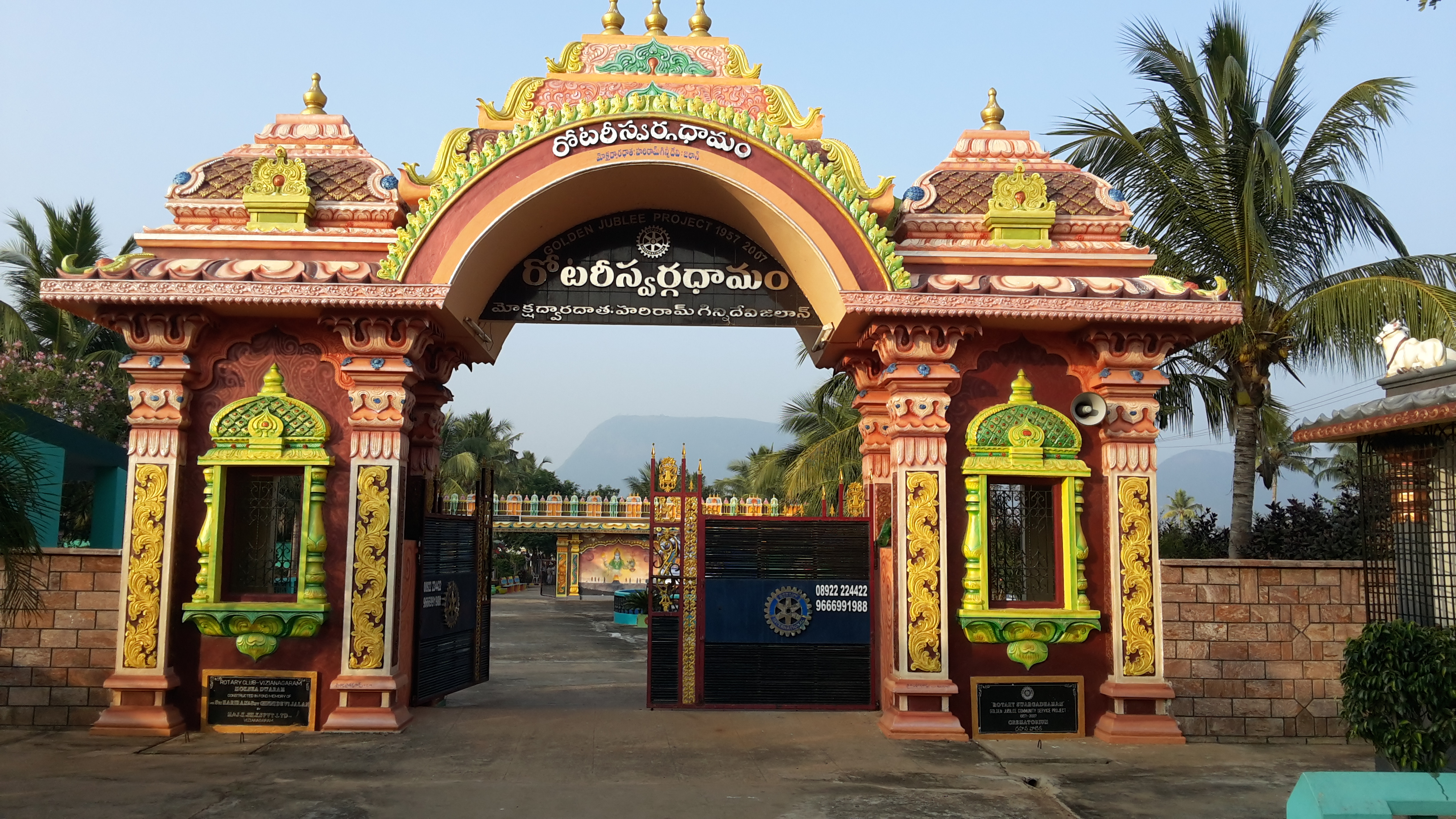
Вхід на індуїстський цвинтар
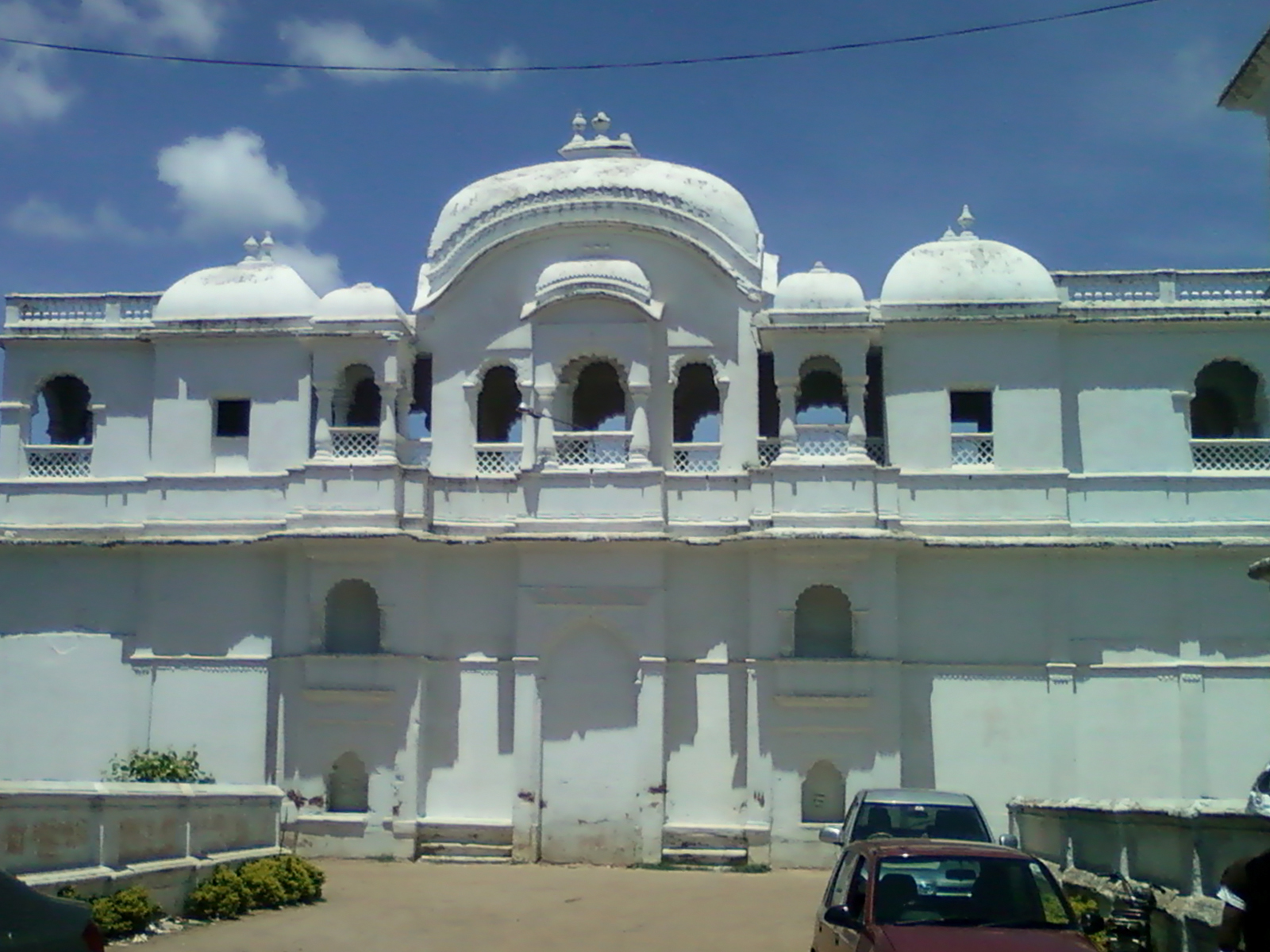
Форт міста
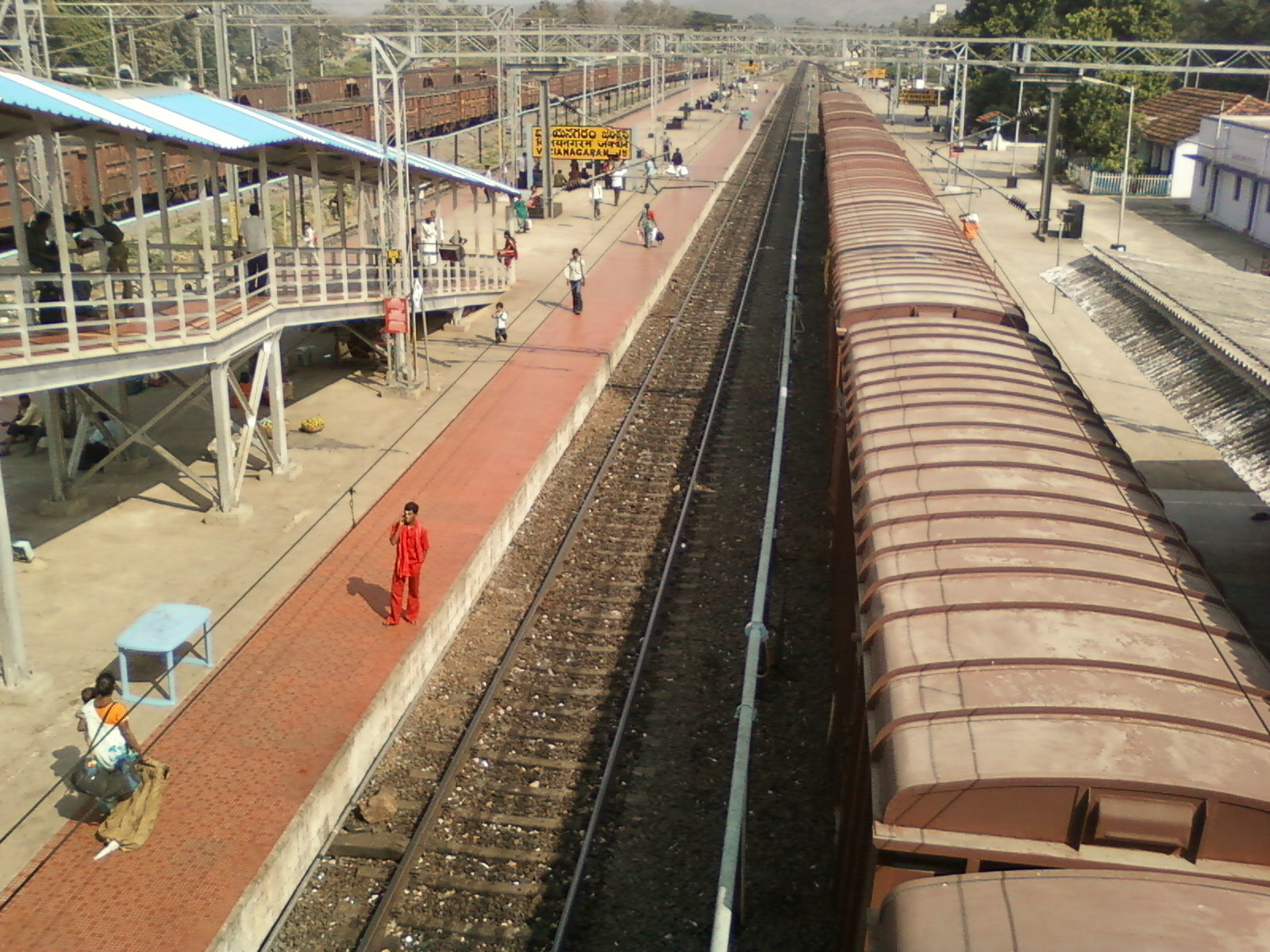
Залізнична колія
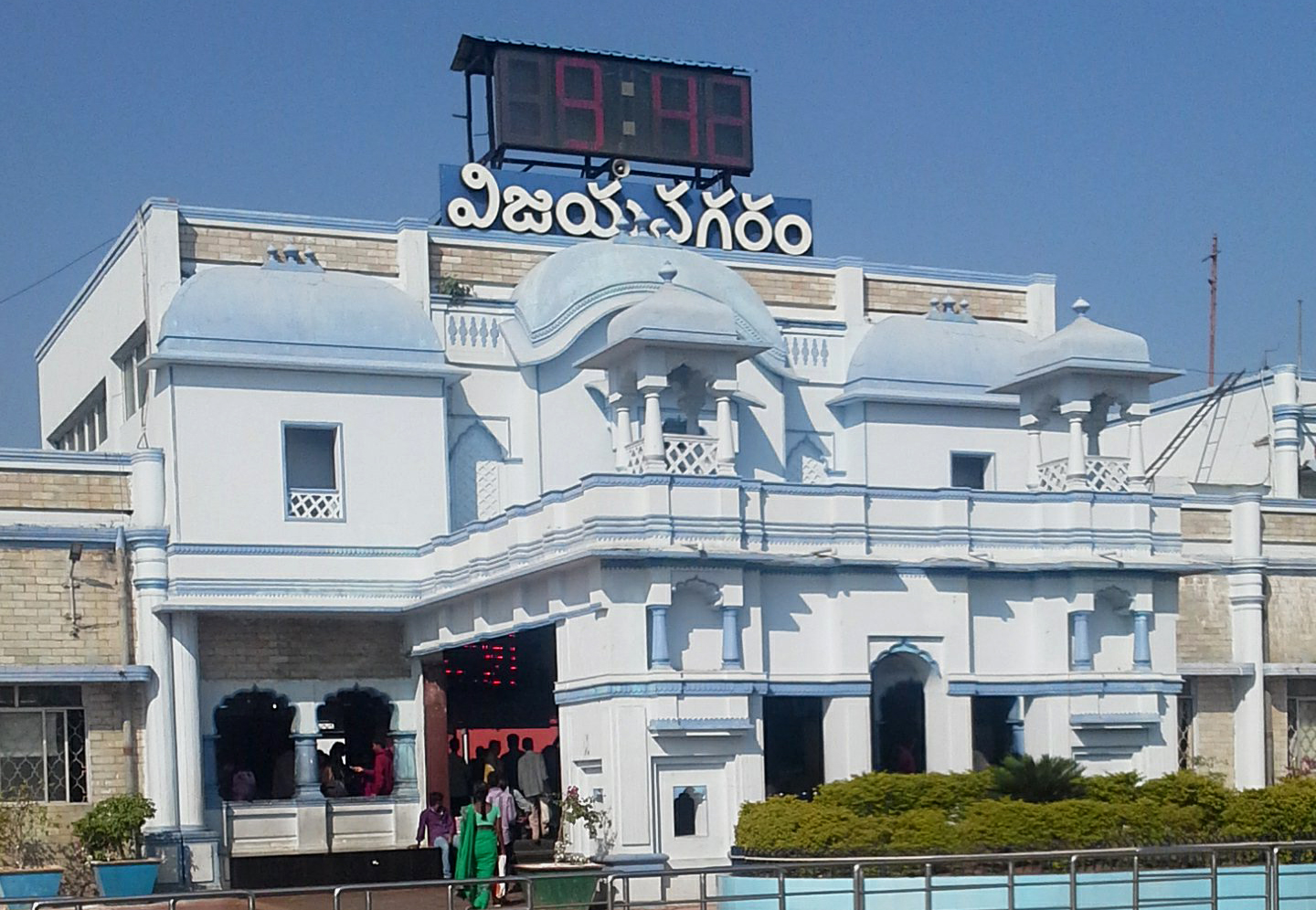
Залізничний двірець